# وزارت منابع انسانی (اندونزی)
وزارت منابع انسانی (به انگلیسی: Ministry of Manpower) (به اندونزیایی: Kementerian Ketenagakerjaan) جمهوری اندونزی یک وزارتخانه دولتی است که مسئولیت قوانین کار و کارگران اندونزی را برعهده دارد.

## تاریخچه
وزارت منابع انسانی در سال ۱۹۴۷، دو سال بعد از استقلال تاسیس شد که این امر بعد از تفکیک بخش هایی از وزارت امور اجتماعی، طبق آیین نامه حکومتی ۳ که در روز ۲۷ ژوئیه همان سال مبنی بر تشکیل این وزارتخانه جهت برعهده گرفتن مسئولیت اجرای سیاست های دولت در بخش کار به امضاء رسید، اتفاق افتاد.